# Pennsylvania Station (New York)
 (janvier 2022).
Si vous disposez d'ouvrages ou d'articles de référence ou si vous connaissez des sites web de qualité traitant du thème abordé ici, merci de compléter l'article en donnant les références utiles à sa vérifiabilité et en les liant à la section « Notes et références ».
 (janvier 2022).
La mise en forme du texte ne suit pas les recommandations de Wikipédia : il faut le « wikifier ».
Les points d'amélioration suivants sont les cas les plus fréquents. Le détail des points à revoir est peut-être précisé sur la page de discussion.
- Les titres sont pré-formatés par le logiciel. Ils ne sont ni en capitales, ni en gras.
- Le texte ne doit pas être écrit en capitales (les noms de famille non plus), ni en gras, ni en italique, ni en « petit »…
- Le gras n'est utilisé que pour surligner le titre de l'article dans l'introduction, une seule fois.
- L'italique est rarement utilisé : mots en langue étrangère, titres d'œuvres, noms de bateaux, etc.
- Les citations ne sont pas en italique mais en corps de texte normal. Elles sont entourées par des guillemets français : « et ».
- Les listes à puces sont à éviter, des paragraphes rédigés étant largement préférés. Les tableaux sont à réserver à la présentation de données structurées (résultats, etc.).
- Les appels de note de bas de page (petits chiffres en exposant, introduits par l'outil «  Source ») sont à placer entre la fin de phrase et le point final[comme ça].
- Les liens internes (vers d'autres articles de Wikipédia) sont à choisir avec parcimonie. Créez des liens vers des articles approfondissant le sujet. Les termes génériques sans rapport avec le sujet sont à éviter, ainsi que les répétitions de liens vers un même terme.
- Les liens externes sont à placer uniquement dans une section « Liens externes », à la fin de l'article. Ces liens sont à choisir avec parcimonie suivant les règles définies. Si un lien sert de source à l'article, son insertion dans le texte est à faire par les notes de bas de page.
- La présentation des références doit suivre les conventions bibliographiques. Il est recommandé d'utiliser les modèles {{Ouvrage}}, {{Chapitre}}, {{Article}}, {{Lien web}} et/ou {{Bibliographie}}. Le mode d'édition visuel peut mettre en forme automatiquement les références.
- Insérer une infobox (cadre d'informations à droite) n'est pas obligatoire pour parachever la mise en page.

Pour une aide détaillée, merci de consulter Aide:Wikification.
Si vous pensez que ces points ont été résolus, vous pouvez retirer ce bandeau et améliorer la mise en forme d'un autre article.
 (janvier 2022).
- Si vous ne connaissez pas le sujet, laissez ce bandeau (vous pouvez alors contacter les auteurs).
- Si vous supprimez le contenu mis en cause (vous pouvez préalablement contacter les auteurs),

argumentez précisément cette suppression dans la page de discussion
(un manque de référence n'est pas un argument ; une recherche réelle de référence doit avoir été effectuée, être formellement documentée).
Pour les articles homonymes, voir Pennsylvania Station.
Cet article concerne la nouvelle. Pour l'ancienne gare détruite, voir Pennsylvania Station (1910-1963).
Pennsylvania Station, également connue sous le nom de New York Penn Station ou Penn Station, est la principale gare ferroviaire interurbaine de la ville de New York et la plus fréquentée des États-Unis avec plus de 600 000 passagers transitant par jour de semaine en 2019. 
Penn Station est située dans le quartier Midtown Manhattan, près de Herald Square, de l'Empire State Building, de Koreatown et de Macy's Herald Square. Entièrement souterraine, la station est située à Midtown South Square Garden, entre les 7e et 8e avenues, et entre les 31e et 33e rues, avec des sorties supplémentaires vers les rues voisines.
Penn Station possède 21 voies alimentées par sept tunnels (les deux tunnels de North River, les quatre tunnels d'East River et le tunnel unique d' Empire Connection ). Elle se trouve au centre du Northeast Corridor, une ligne ferroviaire de passagers qui relie New York à Boston, Philadelphie, Washington (DC) et des points intermédiaires. Les trains interurbains sont exploités par la société Amtrak, propriétaire de la gare, tandis que les services de train de banlieue sont exploités par Long Island Railroad (LIRR) et New Jersey Transit (NJT). Des connexions sont disponibles dans le complexe vers le métro et les bus de New York. Un passage souterrain fournissait autrefois une connexion intérieure avec la station de métro 34th Street – Herald Square et la station 33rd Street PATH . 
Penn Station doit son nom au Pennsylvania Railroad (PRR), son constructeur et locataire d'origine, et partage son nom avec plusieurs gares d'autres villes. L'installation actuelle est le vestige souterrain rénové de la gare de Pennsylvanie d'origine, un bâtiment de gare plus orné conçu par McKim, Mead et White et considéré comme un chef-d'œuvre du style Beaux-Arts. Achevé en 1910, il permettait pour la première fois un accès ferroviaire direct à New York depuis le sud. Sa maison principale a été démolie en 1963, galvanisant le mouvement de préservation historique moderne.  Le reste de la gare a été reconstruit au cours des six années suivantes, tout en conservant la majeure partie de l'infrastructure ferroviaire de la gare d'origine.
Les plans futurs pour Penn Station comprennent l'ajout de plates-formes ferroviaires à l'extrémité sud de la station pour accueillir deux tunnels du programme Gateway. Les plans prévoient également l'ajout d'entrées et de halls au bâtiment adjacent James A. Farley . Le bureau de poste de Farley a été construit comme annexe de la gare de 1910. Moynihan Train Hall, qui fait partie du complexe de la gare de l'Empire, ajoutera de nouveaux halls pour le LIRR et Amtrak dans le bâtiment du bureau de poste de Farley et sera construit par étapes.

## Desserte voyageurs

### Amtrak
Liste des grandes lignes au départ de New York (Penn Station).
- Acela Express vers Boston, Philadelphie et Washington ;
- Adirondack vers Montréal ;
- Cardinal vers  Philadelphie, Washington, Cincinnati et Chicago ;
- Carolinian vers  Philadelphie, Washington, Richmond, Raleigh et Charlotte ;
- Crescent vers  Philadelphie, Washington, Greensboro, Atlanta et La Nouvelle-Orléans ;
- Empire Service vers Albany, Syracuse, Buffalo et Niagara Falls ;
- Ethan Allen Express vers Albany et Rutland ;
- Keystone Express vers Philadelphie et Harrisburg ;
- Lake Shore Limited vers  Albany, Syracuse, Rochester, Buffalo, Cleveland, Toledo et Chicago ;
- Maple Leaf vers Albany, Syracuse, Rochester, Buffalo et Toronto ;
- Silver Service vers  Philadelphie, Washington, Savannah, Jacksonville et Miami ;
- Vermonter vers New Haven, Springfield et Saint Albans.

### MTA
- Lignes du métro de New York :
  - 1, 2, 3 (Bronx vers  Brooklyn) (7e Avenue).
  - A, C, E (nord de Manhattan vers  Brooklyn et Queens) (8e Avenue).
  - B, D, F, N, Q, R, V, W, (Queens et Brooklyn).
- Long Island Rail Road vers Jamaica Station et l'Est.

### New Jersey Transit
Lignes régionales.
- Montclair-Boonton Line vers Montclair, Dover, et Hackettstown
- Morris et Essex Lines vers New Providence, Morristown, Dover, Hackettstown, et Gladstone
- Northeast Corridor Line vers Newark, New Brunswick, Princeton, et Trenton
- North Jersey Coast Line vers Newark, Perth Amboy et Bay Head

### PATH
Port Authority Trans-Hudson (PATH) service vers Hoboken et Jersey City.

## Histoire

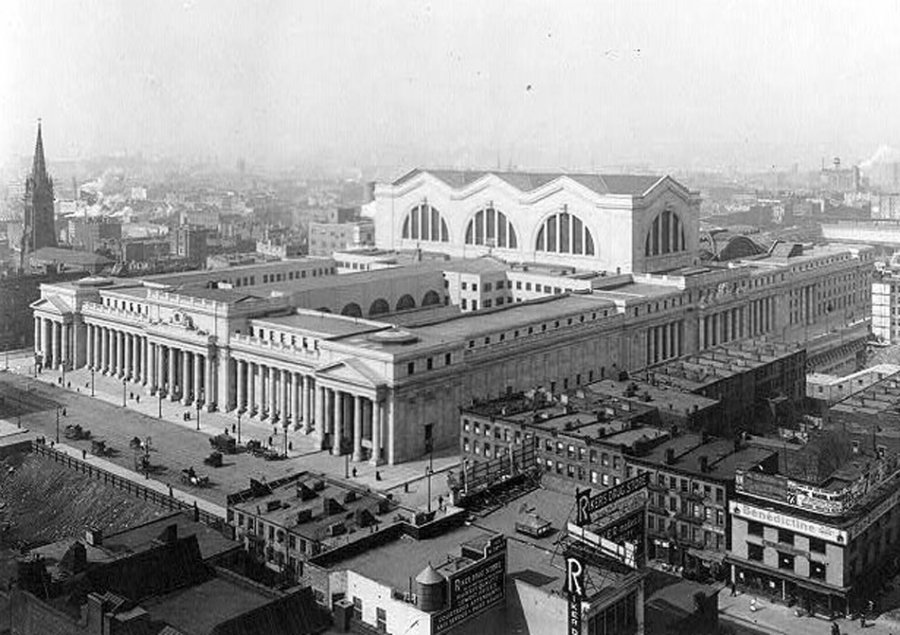
L'ancienne gare Penn Station, en 1911.
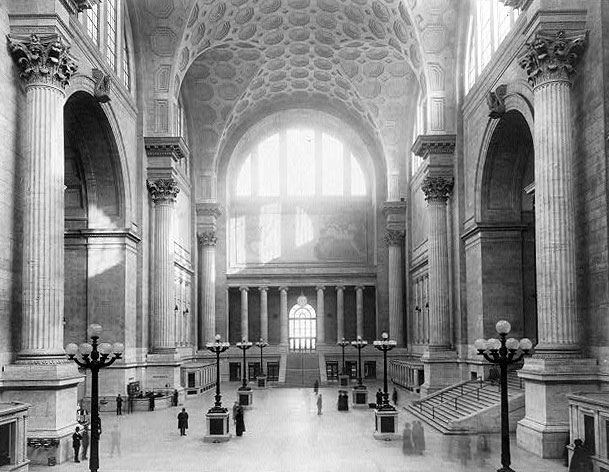
Le hall monumental.
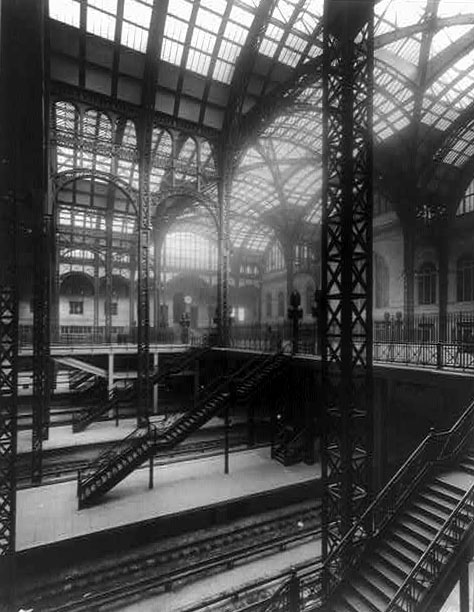
Les quais.

### Les origines
Penn Station tire son nom du Pennsylvania Railroad (PRR). Cette compagnie ferroviaire, au XIXe siècle, avait son terminus dans le New Jersey, de l’autre côté du fleuve Hudson. Son concurrent, le New York Central Railroad, exploitait déjà à Manhattan le Grand Central Terminal. Les dirigeants du Pennsylvania Railroad cherchèrent alors une solution pour rejoindre le cœur de New York. La construction d’un pont s’avérait trop coûteuse et le percement d’un tunnel n’était pas envisageable (trop long pour être utilisé par des locomotives à vapeur, car difficile à ventiler). Il fallut attendre le début du XXe siècle et l’apparition de la traction électrique pour que l’on puisse utiliser la voie souterraine. Fin 1901, la PRR dévoila ses plans, après avoir acheté secrètement les terrains nécessaires à Manhattan et dans le New Jersey. Deux tunnels à simple voie furent percés sous l’Hudson et quatre autres sous l’East River, afin de relier le réseau de la PRR à celui du Long Island Rail Road.

### La construction
Les équipements ferroviaires actuels, en souterrain, ne sont que les restes d’une grande gare qui a été bâtie entre 1905 et 1910. Conçue par le cabinet McKim, Mead, and White, Pennsylvania Station était un chef-d’œuvre architectural de style Beaux-Arts. Lors de sa mise en service, le 27 novembre 1910, elle était la plus grande gare du monde. Ce bâtiment a été démoli dans les années 1960 pour libérer l’espace nécessaire à la construction du complexe Pennsylvania Plaza/Madison Square Garden. 
La structure originale était bordée de colonnades de granit rose de style dorique. On accédait aux quais, recouverts d’une verrière à structure en acier, par une entrée monumentale donnant sur un immense hall. La salle des pas perdus, d’une taille comparable à la nef de la Basilique Saint-Pierre de Rome, était abritée par une structure d’acier recouverte de travertin. Pour sa conception, les architectes s’étaient inspirés des Thermes de Caracalla. De nombreuses sculptures et bas-reliefs ornaient le bâtiment : anges, caryatides, aigles, créés par Adolph Weinman. La plupart ont été détruits, mais on en trouve quelques vestiges dans des musées américains. L’Union Station à Ottawa, également inspirée des Thermes de Caracalla, donne - en deux fois plus petite - une idée de l’architecture intérieure de l’ancienne Penn Station.

### La démolition

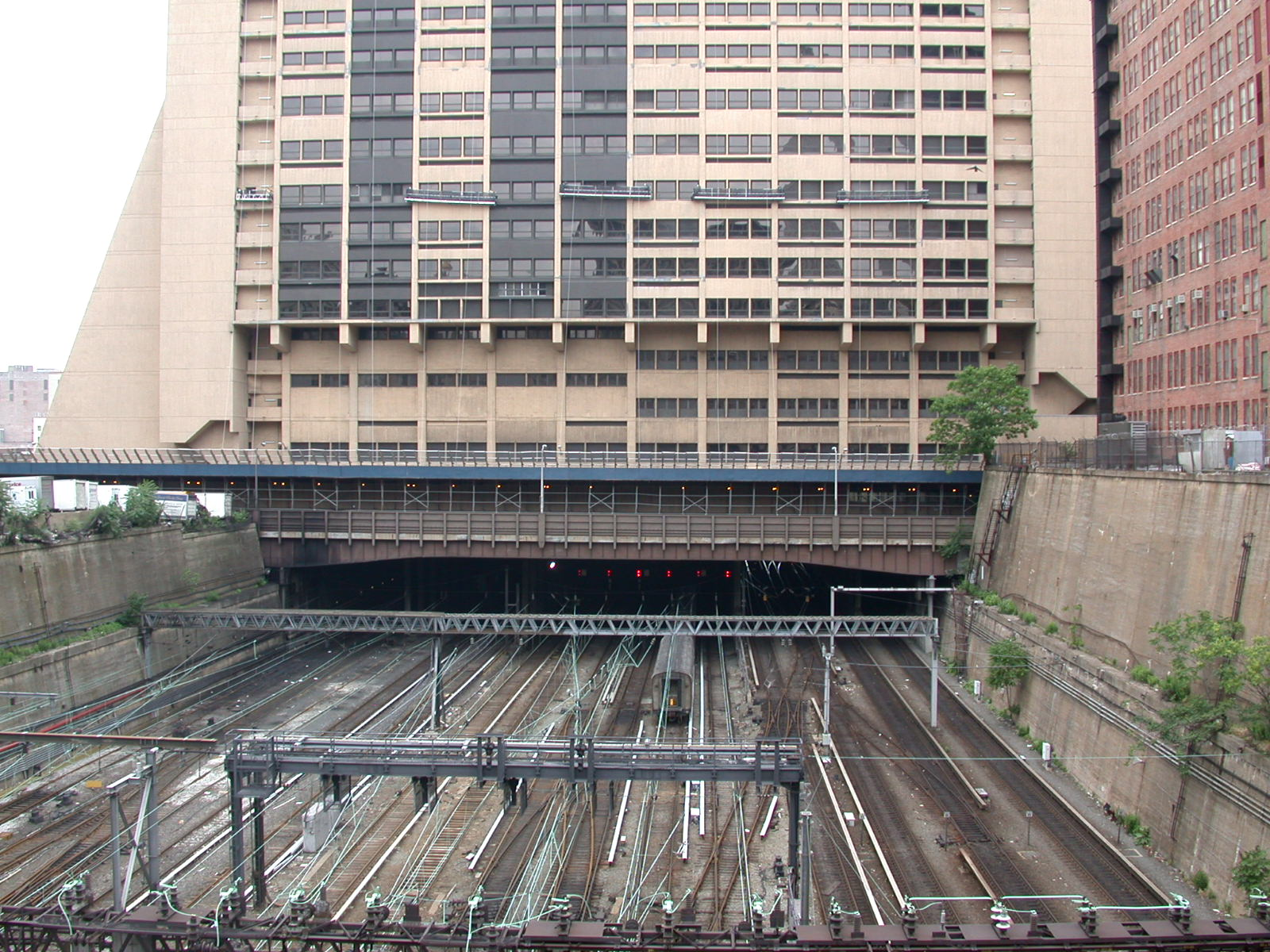
Entrée souterraine des voies de la nouvelle Penn Station.

Lors de la conception des plans de Penn Station, Charles McKim s’était opposé à l’idée d’y incorporer des bureaux sur plusieurs étages. Cela allait contre ses convictions architecturales. Pourtant, dès le début du XXe siècle, la raréfaction de l’espace disponible à Manhattan incitait à bâtir des immeubles de plus en plus élevés, tendance qui s’accentuera nettement par la suite. Dans les années 1960, les pressions immobilières devinrent trop fortes pour que la PRR, alors déficitaire, puisse sauvegarder son édifice majeur. En 1964, le bâtiment principal fut démoli, sans que le trafic soit interrompu, les voies ferrées et les quais se trouvant en dessous du niveau de la rue. Il fut remplacé par le Madison Square Garden et deux tours à usage commercial.
La destruction d’un site aussi renommé déclencha des protestations. Cet événement malheureux, irréparable, fut à l’origine d’une prise de conscience new-yorkaise pour la sauvegarde de son patrimoine architectural. Aussitôt après la démolition de l’ancienne Penn Station, l’autre grande gare de Manhattan, Grand Central Terminal, fut déclarée monument historique et protégée par la loi. Un grand projet autoroutier, le Lower Manhattan Expressway, fut également stoppé suite à l’émotion suscitée par la démolition de Penn Station. La construction de cette voie expresse à huit voies, voulue par Robert Moses, aurait entraîné la démolition des vieux quartiers du sud de Manhattan et le déplacement de 10 000 habitants. En revanche, un autre bâtiment emblématique de New York, le remarquable Singer Building, de 186 mètres de hauteur, de style Beaux Arts lui aussi, n'échappera pas à la démolition pour laisser place au One Liberty Plaza.
Il existe un plan pour reconstruire un nouveau hall vitré à Pennsylvania Station, en la reliant à un bâtiment des postes, le James A. Farley Post Office Building, également conçu par l’équipe d’architectes McKim, Mead, and White. Cette opération permettrait de restaurer en partie le prestige de l’ancienne gare. L’aboutissement de ce projet, commencé en 1999 par le sénateur Daniel Patrick Moynihan, est incertain.

## Projets

### Programme passerelle
Article principal: Programme Gateway (Northeast Corridor)
Le programme Gateway est un corridor ferroviaire à grande vitesse proposé pour atténuer le goulot d'étranglement le long du corridor nord-est au niveau des tunnels de la rivière North, qui passe sous le fleuve Hudson. S'il était construit, le projet ajouterait 25 créneaux ferroviaires transversaux pendant les heures de pointe , convertirait des parties du bureau de poste de James Farley en gare ferroviaire et ajouterait une annexe de terminal à 7 voies et 4 plates-formes à Penn Station.  Certaines améliorations déjà prévues et déjà en cours ont également été intégrées au plan de la porte d'entrée. 
Le programme Gateway a été dévoilé en 2011, un an après l'annulation du projet quelque peu similaire Access to the Region's Core (ARC), et devait initialement coûter 14,5 milliards de dollars et prendre 14 ans à construire. La construction d'une «boîte de tunnel» qui préserverait l'emprise sur le côté ouest de Manhattan a commencé en septembre 2013, en utilisant 185 millions de dollars en financement de récupération et de résilience octroyé après l'ouragan Sandy en 2012. En 2015, Amtrak a déclaré que les dommages causés aux tunnels trans-Hudson existants par l'ouragan Sandy avaient rendu leur remplacement urgent. Cette année-là, Amtrak a signalé que des travaux environnementaux et de conception étaient en cours, estimait le coût total du projet à vingt milliards de dollars et a déclaré que la construction commencerait en 2019 ou 2020 et durerait de quatre à cinq ans.  Un projet de déclaration d'impact sur l'environnement a été publié en juillet 2017. 
Le financement du programme Gateway n'était pas clair depuis plusieurs années en raison d'un manque d'engagements de financement de la part des fonctionnaires du New Jersey et du gouvernement fédéral. En mars 2018, jusqu'à 541 millions de dollars pour le projet étaient prévus dans la loi de crédits consolidés .

### Plans du site principal
Hall LIRR bondé
La résurgence de l'achalandage des trains au XXIe siècle a poussé la structure actuelle de la gare de Pennsylvanie à pleine capacité, ce qui a conduit à plusieurs propositions de rénovation ou de reconstruction de la gare.
En mai 2013, quatre cabinets d'architecture - SHoP Architects, SOM , H3 Hardy Collaboration Architecture et Diller Scofidio + Renfro - ont soumis des propositions pour une nouvelle Penn Station. Les architectes de SHoP ont recommandé de déplacer le Madison Square Garden à l'installation postale de Morgan à quelques pâtés de maisons au sud-ouest, ainsi que de supprimer 2 Penn Plaza et de réaménager d'autres tours, et une extension de la High Line jusqu'à Penn Station.  Pendant ce temps, SOM a proposé de déplacer le Madison Square Garden dans la zone juste au sud du bureau de poste de James Farley et de réaménager la zone au-dessus de Penn Station comme un développement à usage mixte avec un espace commercial, résidentiel et récréatif. L'architecture de collaboration H3 Hardy voulait déplacer l'arène vers une nouvelle jetée à l'ouest du centre de convention Jacob K. Javits , à quatre pâtés de maisons à l'ouest de la station / aréna actuelle. Ensuite, selon le plan de H3, quatre gratte-ciel à chacun des quatre coins du nouveau superbloc de Penn Station, avec un jardin sur le toit au-dessus de la station; le bureau de poste de Farley deviendrait un centre d'éducation. Enfin, Diller Scofidio + Renfro a proposé un développement à usage mixte sur le site, avec des spas, des théâtres, un parc en cascade, une piscine et des restaurants; Le Madison Square Garden serait déplacé de deux pâtés de maisons vers l'ouest, à côté du bureau de poste. DS + F a également proposé des fonctionnalités de haute technologie dans la gare, telles que des panneaux d'arrivée et de départ des trains au sol, et des applications qui peuvent aider les passagers en attente à utiliser leur temps jusqu'à leur embarquement. Madison Square Garden a rejeté les allégations selon lesquelles il serait relocalisé et a appelé les plans "tarte au ciel". 
En 2013, la Regional Plan Association et la Municipal Art Society ont formé l'Alliance for a New Penn Station. Citant la surpopulation et la capacité limitée de la station actuelle sous Madison Square Garden, l'Alliance a commencé à plaider pour la limitation de l'extension du permis d'exploitation du Madison Square Garden à dix ans. En juin 2013, le comité du New York City Council on Land Use a voté à l'unanimité pour donner au jardin un permis de dix ans, au terme duquel les propriétaires devront soit déménager, soit reprendre le processus d'autorisation. Le 24 juillet 2013, le Conseil de la ville de New York a voté 47-1 pour accorder au Jardin un permis d'exploitation de dix ans. La présidente du conseil municipal, Christine Quinna appelé le vote "la première étape dans la recherche d'une nouvelle maison pour le Madison Square Garden et la construction d'une nouvelle Penn Station qui est aussi grande que New York et adaptée au XXIe siècle." En octobre 2014, à la suite du Sommet MAS 2014 à New York, l'installation de Morgan a été choisie comme zone idéale vers laquelle déplacer le Madison Square Garden. 
En janvier 2016, le gouverneur de New York, Andrew Cuomo, a annoncé que des demandes de propositions seraient sollicitées pour le réaménagement de la station, qui serait un partenariat public-privé. Les investisseurs se verraient accorder des droits commerciaux sur la station en échange du paiement des frais de construction. 

### Salle Moynihan train

#### Phase 1
Conceptions proposées tout au long du processus de développement, à partir de 1999 (à gauche), 2005 (au milieu) et 2007 (à droite). Au début des années 1990, le sénateur américain Daniel Patrick Moynihan a commencé à défendre un plan visant à reconstruire une réplique de l'historique Penn Station, dans laquelle il avait ciré ses chaussures pendant la Grande Dépression. Il a proposé de le construire dans le bâtiment du bureau de poste de Farley, qui occupe le bloc à travers la huitième avenue de la station actuelle de Penn, qui avait été conçu par McKim, Mead & White, le même cabinet d'architectes qui avait conçu la station originale. En 1999, le sénateur Charles Schumer a parrainé un projet de loi pour nommer officiellement en son honneur l'installation encore à construire "Daniel Patrick Moynihan Station". Le projet de loi n'a pas été adopté au Congrès, mais aboutirait par la suite à la vente du bâtiment du bureau de poste de Farley en 2006 à l'État de New York dans l'espoir que la vision de Moynihan se concrétise. 
Les propositions de conception initiales ont été présentées par David Childs de Skidmore, Owings & Merrill en 2001. Elles ont fait l'objet de plusieurs itérations par divers cabinets d'architectes, et Amtrak s'est retiré du plan jusqu'en 2012. Le soutien a également augmenté pour le «Plan B», une extension de la portée du projet, en vertu de laquelle le Madison Square Garden aurait été déplacé vers le flanc ouest du Farley Building, permettant à Vornado Realty de construire un complexe de bureaux sur l'actuel site du Garden. En 2009, le propriétaire du Garden, Cablevision, avait décidé de ne pas déplacer le Madison Square Garden, mais de plutôt rénover son emplacement actuel au lieu de cela,  et Amtrak étaient revenus en tant que locataire potentiel. [?] 
En 2010, les éléments entièrement conçus du plan ont été divisés en une phase 1 de 267 millions de dollars. Financée par 83,4 millions de dollars de fonds de relance fédéraux qui sont devenus disponibles en février, ainsi que d'autres fonds, la phase ajoute deux entrées aux plates-formes existantes de Penn Station via le bâtiment Farley sur la huitième avenue. Le terrain a été inauguré le 18 octobre 2010, et le prolongement du West End Concourse a été ouvert dans la partie est de l'ancien bureau de poste en juin 2017. 

#### Phase 2
La phase 2 comprendra la nouvelle salle des trains dans le bâtiment Farley entièrement rénové. Au moment où il a été proposé pour la première fois, il devait coûter jusqu'à 1,5 milliard de dollars. Un nom proposé pour une station qui intègre le Penn existant et le bâtiment de bureau de poste est Empire Station.  En septembre 2016, le gouverneur Andrew Cuomo a présenté les détails d'une proposition qui accélérerait la construction de la phase 2 de la gare Moynihan rénovée. Le nouveau hall aurait une superficie d'un acre (0,40 ha) et se trouverait sous un grand puits de lumière en verre . Le bureau de poste de Farley serait divisé de manière qu'il y ait un espace pour un hall de train Amtrak / LIRR partagé et une zone de vente au détail, ainsi qu'un espace pour le bureau de poste. La phase 2, qui devait maintenant coûter 1,6 milliard de dollars, devait être construite par Skanska AB , et l'espace de vente au détail serait développé par des sociétés liées et Vornado Realty; les trois sociétés étaient censées signer un contrat d'ici 2017. Le nom du projet a ensuite été changé pour Moynihan Train Hall. 
En août 2017, le terrain a été rompu sur le projet désormais de 1,6 milliard de dollars.  Bien que le LIRR et Amtrak se déplacent vers le nouveau hall de train, NJ Transit continuera à utiliser ses plates-formes actuelles parce qu'il n'y a pas d'espace pour étendre les plates-formes de NJ Transit vers l'ouest.  Si le programme Gateway est construit, NJ Transit déménagerait plutôt dans l'annexe sud qui serait construite dans le cadre du projet.  Dans le cadre de Moynihan Phase 2, une nouvelle entrée directe de la 33e Rue et de la Septième Avenue au hall du LIRR et aux plates-formes de métro serait construite. La 33e Rue entre la septième et la huitième avenue serait définitivement fermée à la circulation automobile et transformée en une place piétonne. La largeur du hall LIRR serait presque doublée, passant de 30 à 57 pieds (9,1 à 17,4 m), et les plafonds seraient relevés à une hauteur minimale de 18 pieds (5,5 m). La date d'achèvement prévue pour ces améliorations est 2022, bien que le hall de train de Moynihan et l'entrée de la septième avenue soient ouverts d'ici 2021.  Au total, sept nouvelles entrées à la gare de Penn seraient construites dans le cadre du hall de Moynihan projet. 

### Empire Station
En janvier 2020, le Gouverneur Cuomo a annoncé la construction d'une annexe sud tant attendue à Penn Station, faisant partie de sa vision du complexe Empire Station. L'annexe comprendrait 8 voies supplémentaires avec 4 plates-formes et impliquerait la démolition de tout le bloc délimité par les 30e et 31e rues entre les 7e et 8e avenues, directement au sud de la station existante. Le coût et le calendrier du projet Empire Station n'ont pas été annoncés. Le projet est une rupture avec le plus grand programme Gateway, permettant à la construction de l'annexe de se dérouler indépendamment du projet de construction de deux tunnels supplémentaires de North River vers le New Jersey.